# 長崎歴史文化観光検定
長崎歴史文化観光検定（ながさきれきしぶんかかんこうけんてい）とは、長崎商工会議所が主催するご当地検定。通称は長崎検定（ながさきけんてい）。2006年3月に初試験が行われた。

## 検定目的
長崎市内の歴史・観光・文化に関する専門知識を身につけた人材を養成する目的で創設。

## 受験資格
なし。ただし、1級は2級合格者に限定。

## 試験ランク
一般的な知識を求める3級、やや高度な知識を要する2級、2級合格者が受験できる最上位の1級の3部門からなる。2008年1月27日3級、2級と併せついに1級も実施される

## 受験料(税別)
- 1級 ￥5,000（再チャレンジは￥4,000）
- 2級 ￥3,000
- 3級 ￥2,000

## 合格点
2・3級は70%以上、1級は80%以上の正解を以って合格とする。

## 合格者の特典
合格者には、認定カードが贈られる。3級は銅色、2級は銀色。1級は金色？

## 試験日
- 第01回　2006年03月05日
- 第02回　2007年01月28日
- 第03回　2008年01月27日
- 第04回　2009年01月25日
- 第05回　2010年01月24日
- 第06回　2011年01月30日
- 第07回　2012年01月29日
- 第08回　2013年01月27日
- 第09回　2014年02月02日
- 第10回　2015年02月01日
- 第11回　2016年02月07日
- 第12回　2017年01月29日
- 第13回　2018年02月04日
- 第14回　2019年02月03日

※第01回・02回試験は２・３級の実施。第03回試験以降は１・２・３級の実施。

## 出題形式
五肢択一式　※1級は記述式（語句・穴埋）100点、短文記述式50点計150点満点

## 出題数
100問

## 試験内容
事始め、街歩き、方言・外来語、詩歌と文学、歌謡・映画・芸能、国宝・文化財、祭・行事、南蛮文化とキリスト教、出島オランダ文化、居留地・幕末、神社・仏閣、原爆と平和問題、料理と食文化、遊学人物とゆかりの人物、番外編の16章からなる公式テキストから出題。2007年版のテキストから自然の項目を追加。
長崎は、鎖国時代、数少ない海外文化の窓口として栄えた。江戸期においては中国、ヨーロッパ、東南アジアなどの文物が流入した都市であることから、出題範囲は単なる郷土史ではなく、日本の海外交流史、宗教史、事始めなどにも及び、幅広い知識が要求される。
2006年の検定では、2級は公式テキスト掲載問題に類似した設問が5割、3級は同じく7割を占めると報道された。

## テキスト
長崎市商工会議所 「長崎歴史文化観光検定 公式テキストブック」。総合監修は長崎歴史文化協会理事長の越中哲也と、長崎歴史文化研究所長の原田博二。長崎さるく博の開催に合わせて創設された検定試験であることから、受験者の間では、さるく博の公式ガイドブックが第2の公式テキストだとささやかれている。